# Часопис
Часопис или магазин је периодичка публикација која излази у редовним временским периодима и најчешће покрива одређено подручје.
Могу бити различитог садржаја. финансирају се рекламирањем, продајом, претплатом или комбинацијом ова три начина.

## Етимологија
Реч „магазин” потиче од арапског makhazin, множина од makhzan што значи „депо, складиште” (првобитно војно складиште); ове речи су пренете преко средњофранцуског magasin и италијанског magazzino. У свом изворном смислу, реч „магазин“ се односила на простор за складиштење или уређај. У случају писане публикације, то се односи на збирку писаних чланака. Ово објашњава зашто публикације часописа деле реч са магацинима за барут, артиљеријским магазинима, магазинима за ватрено оружје, и на француском и руском (где је преузето од француског као магазин), и трговинама на мало као што су робне куће..

## Дистрибуција
Часописи могу бити дистрибуирани путем поште, путем продаје по киосцима, књижарама... Постоје три главне категорије дистрибуције 
- Плаћена циркулација. У овом моделу, часопис се продаје читаоцима за цену, или путем претплате, где годишња накнада или месечна цена је плаћена и издања се шаљу поштом читаоцима. Плаћени циркулација омогућава дефинисање статистике читалаца.[4][5]
- Неплаћена циркулација. То значи да нема цену и издања су поклоњена, на пример, у аутоматима на улицама, авионима током лета, или су укључени са другим производима или публикацијама. Пример из Велике Британије и Аустралије је "TNT Magazine". Зато што овај модел подразумева поклањање издања неспецифичном становништву, статистика подразумева само број дистрибуираних издања, а не ко их чита.
- Контролисана циркулација. Овај модел дистрибуције користи велики број трговинских часописа дистрибуиран само квалификованим читаоцима, често бесплатно и одређена је неком врстом истраживања.[6] Овај модел је био у широкој употреби пре успона интернета и даље се користи од стране неких часописа. На пример, у Великој Британији, велики број часописа рачунарске-индустрије користе овај модел, укључујући "Computer Weekly" и "Computing", и у финансијама, "Waters Magazine" За глобалне медијске индустрије, као пример би био "VideoAge International".

## Историја
Најранији пример часописа је "Erbauliche Monaths Unterredungen", то је био књижевни и филозофија часопис, који је покренут у 1663. у Немачкој "The Gentleman" магазин, први пут објављен у 1731, у Лондону, је био први генерални интерес магазин. Едвард Кејв, који је приредио џентлмен магазин под псеудонимом "Silvanus Urban", био је први који је употребио термин "часопис". 
Средином 1800-их месечни часописи су стекли популарност. Они су били општи интерес за почетак, садржали су неке новости, вињете, песме, историју, политичке догађаје и социјалну дискусију. За разлику од новина, они су више месечне евиденције о текућим догађајима заједно са забавним причама, песмама и сликама. Прва периодичка грана из вести су "Harper" и "The Atlantic", који је фокусиран на подстицање уметности. Оба "Harper" и "The Atlantic" постоје и данас, уз то да је "Harper" само културни часопис, "The Atlantic" се фокусира на углавном на светске догађаје. Ранија издања "Harper"-а чак и садрже познате радове, као што су почетна издања "Моби Дик" или познатих догађаја, као што је постављање првог трансатлантског кабла на свету. Најстарији кориснички магазин који је још увек у штампи је "The Scots Magazine", који је први пут објављен у 1739. "Lloyd's List" је основана у кафићу Едвард Ллоид у Енглеској у 1734; она се и даље објављује као дневни пословни лист.
Производња првих часописа врши се преко архаичног облика штампарске пресе, користећи велики број ручно угравираних дрвених блокова за штампање.
Развој часописа је показало пораст књижевне критике и политичке дебате. 
Рани претходници часописима почели су да се развијају у модерну дефиницијиу часописа у касним 1800. Радови полако постају више специјализованији и општа дискусија и културне периодике су биле присиљене да се прилагоде тржишту потрошача који жудео за већом локализацијом издања и догађања.

## Типови

### Часописи намењени женама

#### Мода
Током 1920-их, нови часописи су се обраћали младим Немицама са сензуалним имиџом и рекламама за одговарајућу одећу и додатке које би желеле да купе. Сјајне странице Die Dame и Das Blatt der Hausfrau приказивале су „Neue Frauen”, „Нову девојку” - оно што су Американци звали флапер. Ова идеална млада жена била је шик, финансијски независна и жељни потрошач најновије моде. Часописи су је информисали о моди, уметности, спорту и модерној технологији као што су аутомобили и телефони.

#### Родитељство
Први женски часопис намењен женама и мајкама објављен је 1852. године. Користећи рубрике са саветима, рекламе и разне публикације у вези са родитељством, женски часописи су утицали на ставове о мајчинству и васпитању деце. Женски часописи на масовном тржишту обликовали су и трансформисали културне вредности које се односе на родитељске праксе. Као такви, часописи који циљају на жене и родитељство имали су моћ и утицај на идеје о мајчинству и васпитању деце.

### Религија
Верске групе користе часописе за ширење и преношење верске доктрине више од 100 година. The Friend је основан у Филаделфији 1827. у време великог квекерског раскола; Континуирано је објављиван и преименован је у Friends Journal када су се ривалске квекерске групе формално помириле средином 1950-их.
Примарни часопис Јеховиних сведока, Стражарска кула, покренуо је Чарлс Тејз Расел у јулу 1879. под насловом Зионска стражарска кула и Весник Христовог присуства. Јавно издање часописа је један од најраспрострањенијих часописа на свету, са просечним бројем штампања од око 36 милиона по броју.

### Славне личности, људски интереси и трачеви
Часописи који објављују приче и фотографије истакнутих појединаца и познатих личности су дуго били популаран формат у Сједињеним Државама. У 2019, People Magazine је био на другом месту иза ESPN Magazine по укупном досегу са пријављеним досегом од 98,51 милиона.

### Професионални часописи
Професионални часописи, који се називају и трговачки часописи, или пословни часописи, намењени су читаоцима запосленим у одређеним индустријама. Ови часописи обично покривају трендове у индустрији и вести од интереса за професионалце у индустрији. Претплате често долазе са чланством у професионалном удружењу. Професионални часописи могу остварити приход од постављања реклама или рекламних порука компанија које продају производе и услуге одређеној професионалној публици. Примери укључују Advertising Age и Automotive News.